# SF漫画

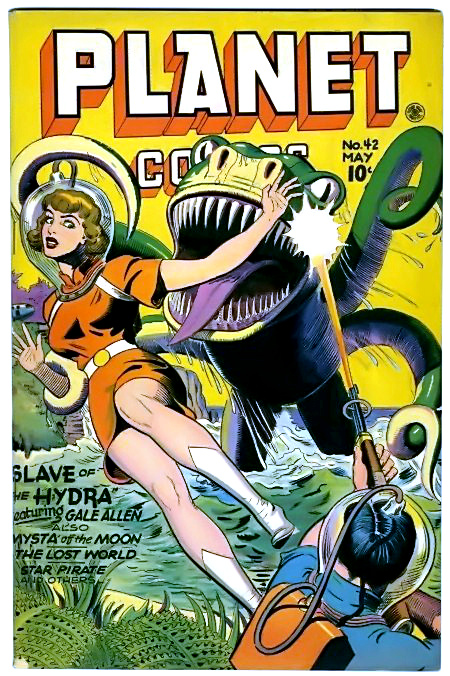
Planet Comics 誌の表紙（1946年5月号）

SF漫画（エスエフまんが）とは科学、もしくは空想（擬似）科学をテーマとしたり、あるいは舞台背景や小道具に用いた漫画を指す。ここでいう「SF」とは小説のサイエンス・フィクション（science fiction）のことであり、そういう小説に書かれるような内容を描いた漫画をSF漫画という。
アメリカ合衆国では1930年代初めごろ、新聞に連載される形で始まった。その後世界各国で書かれているが、アメリカと日本で特に盛んである。

## 歴史
アメリカ合衆国でのSF漫画（コミック）のはじまりは、1938年の『スーパーマン』である。その後、SF的設定のスーパーヒーローもの、『フラッシュ・ゴードン』や『バック・ロジャーズ』のように宇宙を舞台にしたもの等、様々なSF漫画が登場した。
1950年代、ECコミックはSF漫画を洗練させていくことで大きな成功を収めたが、フレデリック・ワーサムの著書 Seduction of the Innocent を端緒として漫画排斥の機運が子を持つ親や教育者の間で高まり、漫画出版を続けられなくなった。そのような中でも、子どもや若者向けのSF漫画は1960年代を通して出版され続けた。60年代末にはヒッピー運動の中でアンダーグラウンド・コミックスが生まれ、大人向けSF漫画が復活する。
それ以前にもSFと見なされる漫画はあったが、日本におけるSFを題材にした漫画の主要な流れは、第2次世界大戦以後、手塚治虫による『火星博士』（1947年）や『鉄腕アトム』（1952年-）を発端として、横山光輝、松本零士、藤子不二雄、永井豪、石ノ森章太郎などの少年漫画から始まった。その後、萩尾望都や竹宮惠子などが少女漫画においてSFを描き始めるようになると、内容的にも一層の多様性と発展が見られるようになった。大友克洋の『AKIRA』や士郎正宗の『アップルシード』等の作品は海外でもよく知られている。
イギリスでは、コミック誌 Eagle に『ダン・デア』が1950年から連載された。60年代半ばには教育雑誌 Look and Learn にドン・ローレンスの描いた The Trigan Empire が連載され、その後彼は Storm を生み出した。1970年代になるとコミック誌 2000 AD でスポーツや戦争といった一般的テーマを扱ったSF漫画が定期的に掲載され、ジャッジ・ドレッドなどのキャラクターも生み出した。その成功を受けて Tornado、Starlord、Crisis といった類似のコミック誌が登場したが、いずれも数年しか続かなかった。
フランス初のSF漫画は、1925年から新聞に連載された Zig et Puce au XXIème Siècle（21世紀のZigとPuce）で、1935年に単行本化された。十代のキャラクター Zig と Puce の冒険物語である。大人向けのSF漫画としては Futuropolis (1937-38) が最初であり、続編的な Electropolis (1940) が続いた。第二次世界大戦中、ナチスの占領によって『フラッシュ・ゴードン』の輸入が禁止されたため、連載していた雑誌の穴埋めのために Le Rayon U が描かれることになった。フランス初のSF漫画専門誌は1947年創刊の Radar だが、長くは続かなかった。長く続いたSF漫画誌としては Meteor があり、1953年から1964年まで続いた。その後の有名な作品としては『バーバレラ』(1962)、雑誌としてはメタル・ユルラン (1974) がある。漫画家としては、エンキ・ビラルやジャン・ジロー（メビウス〈Moebius〉）が知られている。
インターネットの普及により、ネット上でSF漫画を発表することが増えている。SFウェブコミックの草分けとしては、Polymer City Chronicles (1994) がある。他にも Schlock Mercenary (2000) や Starslip Crisis (2005) といったSFウェブコミックがある。

## SF漫画家

### 参考
SF作家の小松左京、筒井康隆は漫画を描いていた時期がある。それぞれの項目を参照のこと。

## 海外の主なSF漫画家（原作者を含む）
- ジャック・カービー（1917年 - 1994年）
- スタン・リー（1922年 - ）
- ジャン＝クロード・メジエール（1938年 - ）
- ジャン・ジロー（1928年 - ） - メビウスの名で知られている。
- エンキ・ビラル（1951年 - ）
- アラン・ムーア（1953年 - ）